# Miniopterus robustior
Miniopterus robustior is een vleermuis uit het geslacht Miniopterus die voorkomt op de eilanden Lifou en Maré in Nieuw-Caledonië. Van deze soort zijn twaalf exemplaren bekend. Op Lifou en Maré komt dit dier samen met M. australis en M. macrocneme voor.
Miniopterus robustior lijkt op andere kleine Miniopterus-soorten, maar heeft een stevigere kop. De kop-romplengte bedraagt 43 tot 49 mm, de staartlengte 37,5 tot 46 mm, de voorarmlengte 39 tot 41,2 mm, de tibialengte 14,3 tot 15,8 mm en de oorlengte 11,5 tot 13,0 mm.
Miniopterus africanus · Miniopterus australis · Miniopterus fraterculus · Miniopterus fuscus · Miniopterus gleni · Miniopterus inflatus · Miniopterus macrocneme · Miniopterus magnater · Miniopterus majori · Miniopterus manavi · Miniopterus medius · Miniopterus minor · Miniopterus natalensis · Miniopterus paululus · Miniopterus pusillus · Miniopterus robustior · Langvleugelvleermuis (Miniopterus schreibersii) · Miniopterus shortridgei · Miniopterus tristis